# Licinius
Pour les articles homonymes, voir Licinii et Licinius (homonymie).
Licinius, de son nom complet Imperator Caesar Flavius Galerius Valerius Licinianus Licinius Pius Felix Invictus Augustus, né dans la seconde moitié du IIIe siècle et mort à Thessalonique en 325, est un co-empereur romain qui règne du 11 novembre 308 à septembre 324, essentiellement sur la partie orientale de l’Empire.  
Militaire proche de Galère, ayant accédé rapidement dans son sillage aux plus hautes fonctions de l'Empire, il élimine son collègue Maximin Daïa et se rapproche de Constantin Ier dont il épouse la demi-sœur Constantia. Il s'engage par la suite dans une lutte contre ce dernier, qui se solde par la défaite définitive de Licinius en septembre 324 et son exécution au printemps 325.

## Biographie

### Accession au pouvoir

#### Proche de Galère
Licinius est né en Mésie dans la deuxième moitié du IIIe siècle — peut-être vers 265 — dans une famille de paysans d'origine dace . Il apparaît à l’histoire comme militaire de haut rang, ami intime de Galère avec lequel il a « [partagé] sa tente depuis le début de sa carrière militaire », et participe à ses côtés à la campagne contre les Sassanides dans les dernières années du IIIe siècle.      
À l'instigation de Galère, qui réussit à faire sortir Dioclétien de sa retraite pour l'occasion, une entrevue impériale se déroule le 11 novembre 308 en présence de Maximien Hercule à Carnuntum, en Pannonie, pour tenter de régler la crise ouverte depuis la mort de Sévère. L'usurpateur Constantin y est reconnu comme membre légitime du collège impérial en tant que César, tandis que Maximien Hercule abdique et que Licinius est choisi comme nouvel Auguste pour l'Occident sans qu'il ait été préalablement César soit, ainsi que l'affirment les sources antiques, par Galère, soit, suivant plusieurs historiens contemporains, par Dioclétien qui adopte Licinius au sein de la gens Valeria. D'ailleurs, Licinius prend alors le nom de Valerius Licinianus Licinius.  Quoi qu'il en soit, Licinius se voit confier les territoires précédemment sous l'autorité de Sévère, à savoir la Pannonie, l'Italie et l'Afrique dont une partie est de fait sous la coupe de Maxence, fils de Maximien Hercule.
À l'issue de l'entrevue de Carnuntum, une nouvelle Tétrachie est donc établie, avec Galère et Licinius comme Augustes et Maximin Daia et Constantin comme leurs Césars respectifs. Les deux empereurs auto-proclamés, Maxence et Domitius Alexander sont ainsi laissés de côté. Maximin Daia qui est le plus ancien César après Galère au sein du collège impérial, proteste. Il reçoit alors de ce dernier le titre de «fils des Augustes» (filius Augustorum). Constantin, de son côté, continue d'utiliser le titre d'« Auguste» si bien qu'en 310, de guerre lasse, Galère reconnait le titre à tous les membres du collège impérial, à l'exclusion de Maxence.      
Licinius s'oppose à Maxence en Istrie en 309 puis 310, sans résultat probant avant de s'engager dans une campagne contre les Sarmates, dont il sort vainqueur au cours d'une bataille le 27 juin de cette année.

#### Quatre Augustes

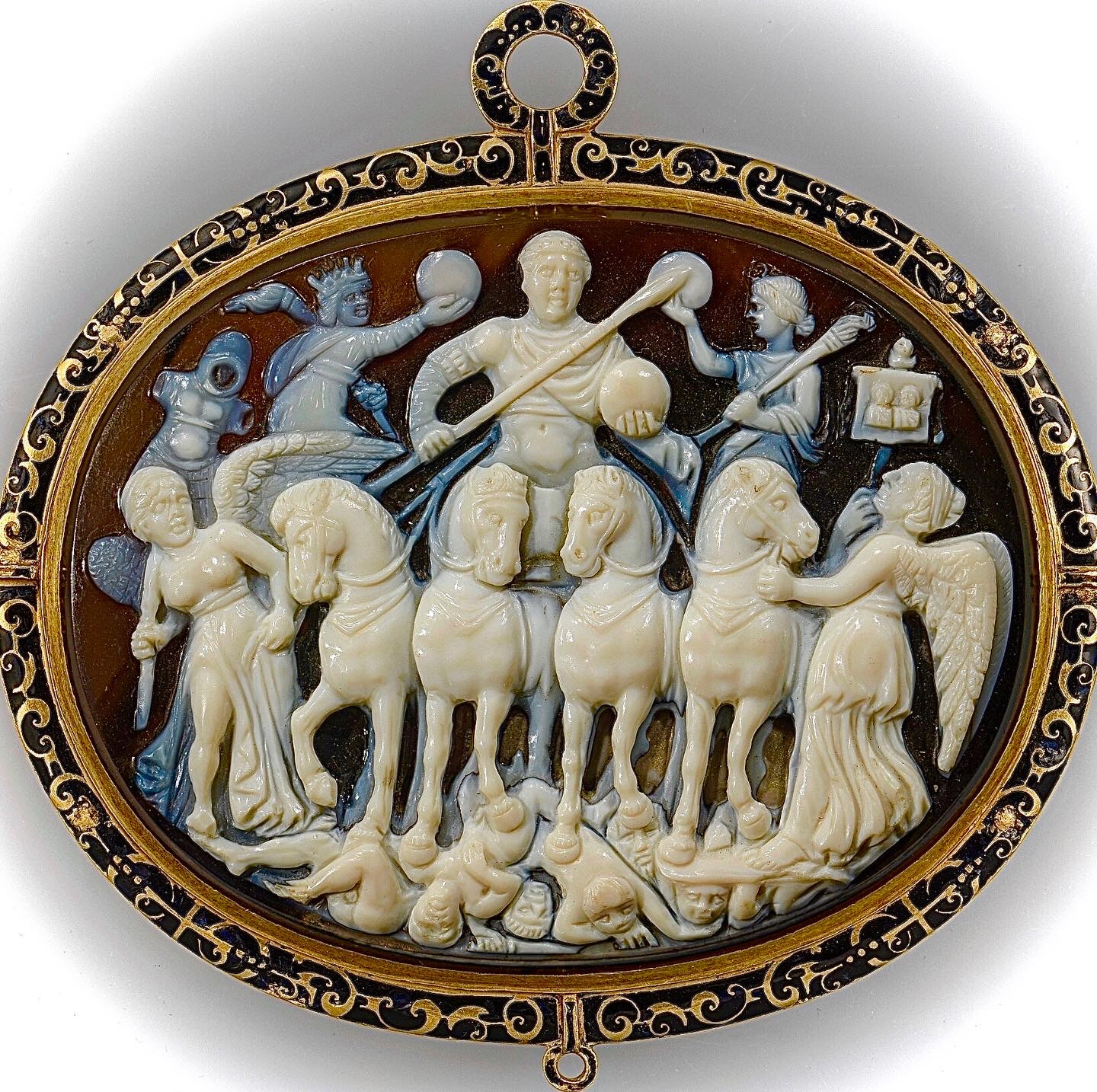
Camée représentant Licinius triomphant sur un quadrige foulant des barbares. Cuirassé, ceint d'un diadème et portant le paludamentum, l'Auguste armé d'une lance et portant le globe est entouré de divinités symbolisant la lune et le soleil tandis que deux Victoires ailées tiennent les rênes des chevaux ; c. 308, BnF, Cabinet des Médailles.

Lorsque Galère meurt en mai 311, la Tétrarchie, minée par les rivalités, a vécu et ce sont quatre Augustes qui se disputent l'Empire : Maximin II Daïa, Constantin, Licinius et Maxence, qui s'est autoproclamé Auguste après l'exécution de son père par Constantin.            
Dès la mort de Galère, Maximin envahit l'Asie mineure et s'empare de toutes ses provinces, s'y conciliant les populations locales par des libéralités fiscales. Licinius rassemble alors des troupes à la hâte afin de le contrer mais ce dernier, manœuvrant rapidement, l'empêche d'établir une tête de pont en Bithynie. Les deux Augustes concluent une paix fragile lors d'une rencontre sur l'Hellespont, qui ne fait cependant pas disparaître l'hostilité réciproque.           
De son côté, Maxence, dont les troupes ont mis un terme à l'usurpation de Domitius Alexander dès 310, profite de ces opérations en Orient pour renforcer ses positions en Italie afin de se prémunir d'une attaque venue de Pannonie, région, avec la Dalmatie, aux mains de Licinius . De son côté, ce dernier s'assure de la fidélité de l'armée d'Illyrie par l'octroi de déductions fiscales aux légionnaires et établit sa capitale à Sirmium. Constantin, qui se méfie de Maxence, se prépare à la guerre contre lui en recrutant des troupes et en cherchant à obtenir la neutralité de Licinius, auquel il promet sa demi-sœur Constantia en mariage. Constantin s'engage à l'automne 312 dans une campagne italienne contre les troupes de Maxence qui se solde par la défaite et la mort de ce dernier le 28 octobre 312 à Rome, lors de la bataille du pont Milvius.           

### Licinius et Constantin

#### Rencontre de Milan et défaite de Maximin

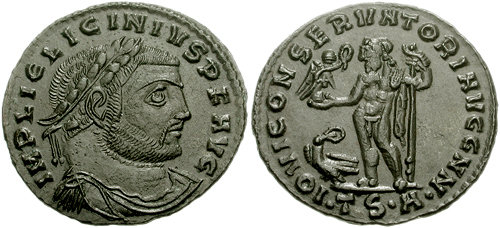
Follis représentant Licinius et Jupiter, vers 312-313

Dans les premiers mois de l'année 313, Licinius rencontre son collègue Constantin à Milan afin de sceller une alliance politique dirigée contre Maximin II Daia — alors maître de l'Asie Mineure, de la Syrie et de l'Égypte — par le mariage de Licinius avec Constantia. La réunion permet également d'établir une série de mesures qui fixent la politique générale de l'Empire en matière religieuse, dont on trouve les traces dans la lettre circulaire de Licinius rapportée par Lactance ou les ordonnances impériales de Constantin et Licinius suivant l'appellation d'Eusèbe de Césarée. Reprises par l'historiographie sous le titre d'« édit de Milan », elles constituent une sorte de décret d'application de l'édit de tolérance de Galère plutôt qu'un rescrit du décret de Licinius émis à Nicomédie comme cela a été parfois affirmé. 
Profitant de l'éloignement de Licinius occasionné par ses noces, Maximin — redoutant le danger d'une telle alliance — quitte la Syrie avec ses légions qu'il mène victorieusement contre Byzance puis Héraclée avant de se diriger vers Andrinople où Licinius a réuni à la hâte des troupes. Après une négociation infructueuse entre les deux souverains puis la tentative guère plus concluante d'achat des soldats de Licinius par son rival, l'affrontement a lieu en Thrace, au Campus Ergenus, entre Tzurulum et Drusipara le 30 avril 313. Quoique largement inférieure en nombre l'armée de Licinius  prend rapidement le dessus et Maximin s'enfuit vers l'Asie Mineure puis la Cappadoce où, poursuivi par les troupes de Licinius, il se réfugie à Tarse ; cerné par l'armée de son adversaire, il y meurt en août 313,-on ne sait si d'empoisonnement volontaire ou de maladie.   
Après cette victoire, Licinius se livre à une purge, faisant mettre à mort dans les mois qui suivent tous ceux qui peuvent apparaître comme des rivaux dynastiques ou leurs familiers : il fait ainsi périr les deux jeunes enfants de Maximin ainsi que Candidianus, fils de Galère, Flavius Severianus, fils de Sévère et quelques mois plus tard, Prisca, veuve de Dioclétien, ainsi que sa fille Galeria Valeria, veuve de Galère, bien que les deux femmes ne représentent aucun danger. La purge s'étend également aux personnels politiques ayant servi Maximin, au nombre desquels le gouverneur de Palestine Firmilianus, le préfet d'Égypte Culcianus, le curateur des finances d'Antioche Théotecnos ou encore le proconsule d'Asie et ami de Maximin Peucetius ; néanmoins, Licinius prend soin d'intégrer les armées de Galère et Maximin à ses propres troupes.  

#### Deux empereurs adversaires
L'Empire est alors dirigé par deux co-empereurs avec des droits égaux, notamment pour légiférer, Constantin dirigeant l'Occident et Licinius — qui a abandonné ses prétentions sur l'Italie et reconnait une certaine préséance de son collègue — l'Orient. Ce dernier s'installe à Nicomédie puis à Antioche avant de devoir mener différentes campagnes durant les années qui suivent en Adiabène, en Médie et en Arménie où il combat les Perses, puis sur les bords du Danube où il combat victorieusement les Goths. Durant l'été 315, Constantia donne naissance au fils de Licinius, Flavius Valerius Constantinus Licinianus.
Il est vraisemblable que, derrière cet apaisement de façade, chacun des deux Augustes ait cherché à restaurer à son profit l'unité de l'empire. La relative concorde entre les deux Augustes est ainsi rompue vers 316  — la date est incertaine — pour des raisons peu claires impliquant Bassianus, beau-frère de Constantin pressenti par ce dernier pour devenir César et peut-être poussé par Licinius à comploter contre lui avant d'être exécuté. Quoi qu'il en soit, les monnayages de l'époque attestent d'une défiance entre les deux souverains qui font respectivement disparaître l'autre Auguste des pièces qu'il émettent et l'affrontement ne tarde pas à se matérialiser : en octobre 316, Constantin, à la tête d'une armée de vingt-mille soldats s'empare de la capitale de la Pannonie Siscia avant de se diriger vers la ville de Cibalis où Licinius a de son côté rassemblé près de trente-cinq mille hommes. Le combat s'engage à l'aube entre les deux armées composées de fantassins et de cavaliers, pour s’achever la nuit tombée par la défaite de Licinius qui s'enfuit à Sirmium puis à Sardique. Il y proclame Auguste le général Aurélius Valérius Valens qu'il charge de rassembler une nouvelle armée et de le rejoindre à Andrinople. Après des négociations infructueuses, les deux armées s’affrontent en décembre dans la plaine de l'Arda, à mi-chemin entre Andrinople et Philippopolis mais l'issue du combat est indécise et les protagonistes se séparent en laissant un nombre de tués très important de part et d'autre. 
De nouvelles négociations prennent place à partir de janvier 317 à Sardique et aboutissent à un accord le 1er mars selon lequel Licinius se reconnait vaincu et accepte les conditions de Constantin : acceptation des consuls nommés par celui-ci, destitution puis mise à mort d'Aurélius Valens et cession de l'Illyrie, Licinius ne conservant plus en Occident que la Thrace, la Mésie et la Scythie. Constantin pose des gestes d’apaisement en nommant le jeune fils de Licinius « Nobilissime César » aux côtés de ses propres fils Crispus et Constantin II mais devient le seul à pouvoir édicter des lois dans l'Empire, que Licinius doit se contenter d'appliquer dans les régions qu'il dirige. Constantin ayant fait de Sirmium et Sardique des résidences habituelles — il aurait déclaré « ma Rome, c'est Sardique » —, Licinius établit sa capitale à Nicomédie.  
L'apaisement entre les Augustes dure quelques années, dont témoignent entre autres les consulats attribués à Crispus et Licinius en 318 puis à Constantin et Licinius II l'année suivante. Mais à partir de 320, s’installe un nouveau climat de guerre froide qui voit Constantin nommer deux consuls occidentaux, ce à quoi Licinius réagit l'année suivante en nommant de son côté deux consuls orientaux. Les tensions sont bientôt exacerbées lorsque les troupes de Constantin, à la poursuite de barbares goths, pénètrent en 323 en Mésie supérieure, sur le territoire gouverné par Licinius, peut-être dans l'objectif de provoquer sciemment un casus belli. Licinius proteste énergiquement auprès de son collègue, suscitant sa colère et précipitant la rupture de la paix obtenue en 317.

#### Ultimes confrontations

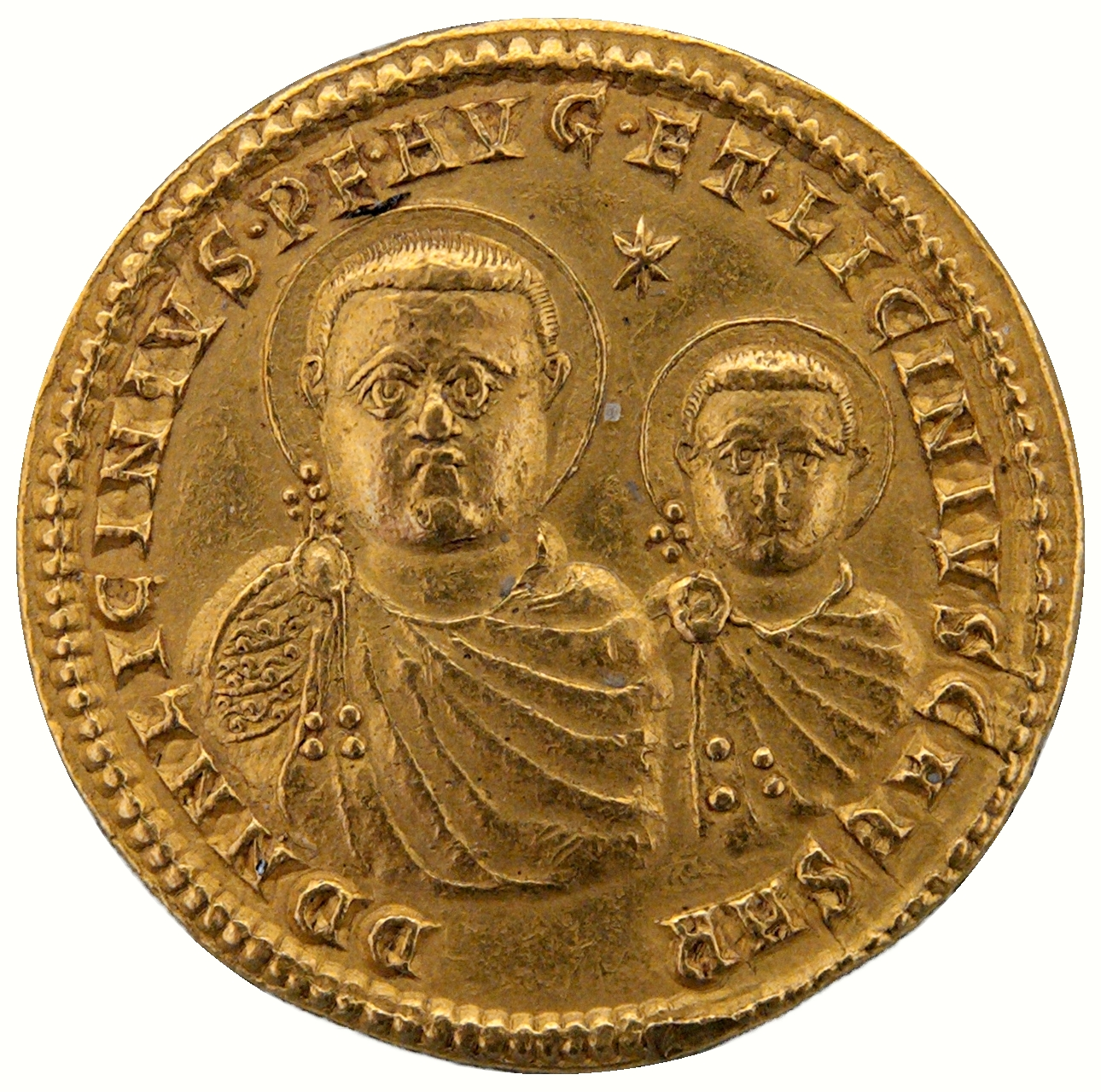
Multiple de quatre Aurei figurant Licinius père et fils, frappé à Nicomédie, v. 320 ; Département des Monnaies, Médailles et Antiques de la Bibliothèque nationale de France

Les raisons de la reprise de la guerre sont exposées tant par la propagande constantinienne que par la littérature chrétienne qui, à l'instar d'Eusèbe de Césarée, présentent les faits non comme une agression de Constantin mais bien comme une aide procurée aux chrétiens d'Orient victimes d'une politique persécutrice de Licinius, dans un dessein polémique qui est a considérer avec circonspection. Si, après 320 et au fur et à mesure de son hostilité envers Constantin, Licinius semble avoir voulu favoriser la religion traditionnelle et renouer avec le culte jupitérien, les vexations subies par les communautés chrétiennes ne semblent pas devoir lui être directement imputées, du moins dans certains de leurs excès : Constantin reproche d'ailleurs aux épiscopes de Bithynie comme Eusèbe de Nicomédie leur proximité avec son rival. On retrouve dans d'autres sources des accusations de lubricité, de rapts de femmes mariées, de viol, de cruauté contre les philosophes, d'ignarerie... à l'encontre de Licinius, autant de lieux communs habituellement utilisés pour noircir certains souverains défaits, également stigmatisés du titre de tyrans, à l'instar de ses prédécesseurs Galère, Maxence et Maximin Daia.
Si a contrario, des auteurs comme Eutrope ou Zosime prêtent à Constantin l'initiative de l'agression, en tout état de cause, les deux adversaires réunissent bientôt de fort importantes armées rassemblant chacun des forces d'infanterie, de cavalerie et maritimes, composées de nombreux éléments barbares originaires des régions danubiennes. Les premiers affrontements ont lieu le 3 juillet 324 lors de la bataille d'Andrinople où Licinius a positionné son campement. Si Constantin est légèrement blessé au cours de l'assaut, il sort victorieux de cette confrontation qui aurait laissé trente-quatre mille victimes sur le terrain. Licinius, poursuivi par Constantin, bat en retraite à Byzance dont l'Auguste d'Occident fait aussitôt le siège. Par ailleurs, la flotte de Licinius, commandée par Abantos, rencontre celle de Constantin, commandée par son fils Crispus, dans l'Hellespont puis à l'entrée de la Propontide où Abantos est défait, affaiblissant la défense de Byzance et poussant Licinius à se replier au-delà du Bosphore, à Chalcédoine, non sans — comme il l'avait fait avec Valérius Valens — s'adjoindre les services d'un nouvel Auguste en la personne de son maître des offices Martinien qu'il élève à ce titre et envoie à Lampsaque pour se prémunir d'un débarquement des troupes constantiniennes.     

#### La chute
La garnison de Byzance se rend à Constantin qui cherche ensuite à faire passer ses troupes sur la rive asiatique : il réussit à les faire débarquer à 35 km au nord de Chalcédoine avant qu'elles ne descendent vers le sud pour infliger une nouvelle défaite cinglante aux forces de Licinius lors de la bataille de Chrysopolis qui, le 18 septembre 324, occasionne à nouveau d'importantes pertes humaines et contraint Licinius défait à se réfugier avec le reste de ses troupes à Nicomédie. Le lendemain, ce dernier envoie son épouse Constantia accompagnée de l'épiscope Eusèbe en délégation auprès de Constantin afin de concéder sa défaite, de lui offrir sa soumission et de solliciter la vie sauve pour son fils et lui, ce a quoi Constantin consent : Licinius et Licinius II sont envoyés à Thessalonique, réduits au rang de simples particuliers, tandis que Martinien est emprisonné en Cappadoce.  Cependant, dès le printemps 325, le désormais unique Auguste de l'Empire se ravise et fait exécuter Licinius et Martinien puis, l'année suivante, Licinius II.     

### Postérité
Si la légitimité de Licinius n'a pas fait l'objet de contestation, il a cependant été frappé d'une damnatio memoriae dont résulte, à l'instar de ce qui avait été fait pour Maxence et Maximien, la destruction de ses inscriptions et images ainsi que l'annulation de ses actes. Si la propagande constantinienne et l'apologétique chrétienne ont largement noirci le portrait d'un Licinius présenté, pour l'une, comme un tyran pervers, cruel, ignare et, pour l'autre, comme un persécuteur, d'autres auteurs comme celui de l'Épitome le décrivent comme favorable aux paysans ou soulignent, comme Aurelius Victor, sa politique économique voire encore, à l'instar de Libanios, sa modération vis-à-vis des cités. C'est ainsi que si « comme beaucoup de vaincus de l'histoire, Licinius a laissé une mauvaise réputation, [...] il est presque impossible d'apprécier comme il convient sa politique et sa législation ».

## Titulature
- 308 : reçoit le titre d'Auguste - Imperator Cæsar Caius Valerius Licinianus Licinius Pius Felix Invictus Augustus (ou Dominus Noster Valerius Licinianus Licinius Augustus).
- 324 : titulature à sa mort - Imperator Cæsar Caius Valerius Licinianus Licinius Pius Felix Invictus Augustus (ou Dominus Noster Valerius Licinianus Licinius Augustus, Tribuniciæ Potestati XVII, Consul VI.